# Gnesta station

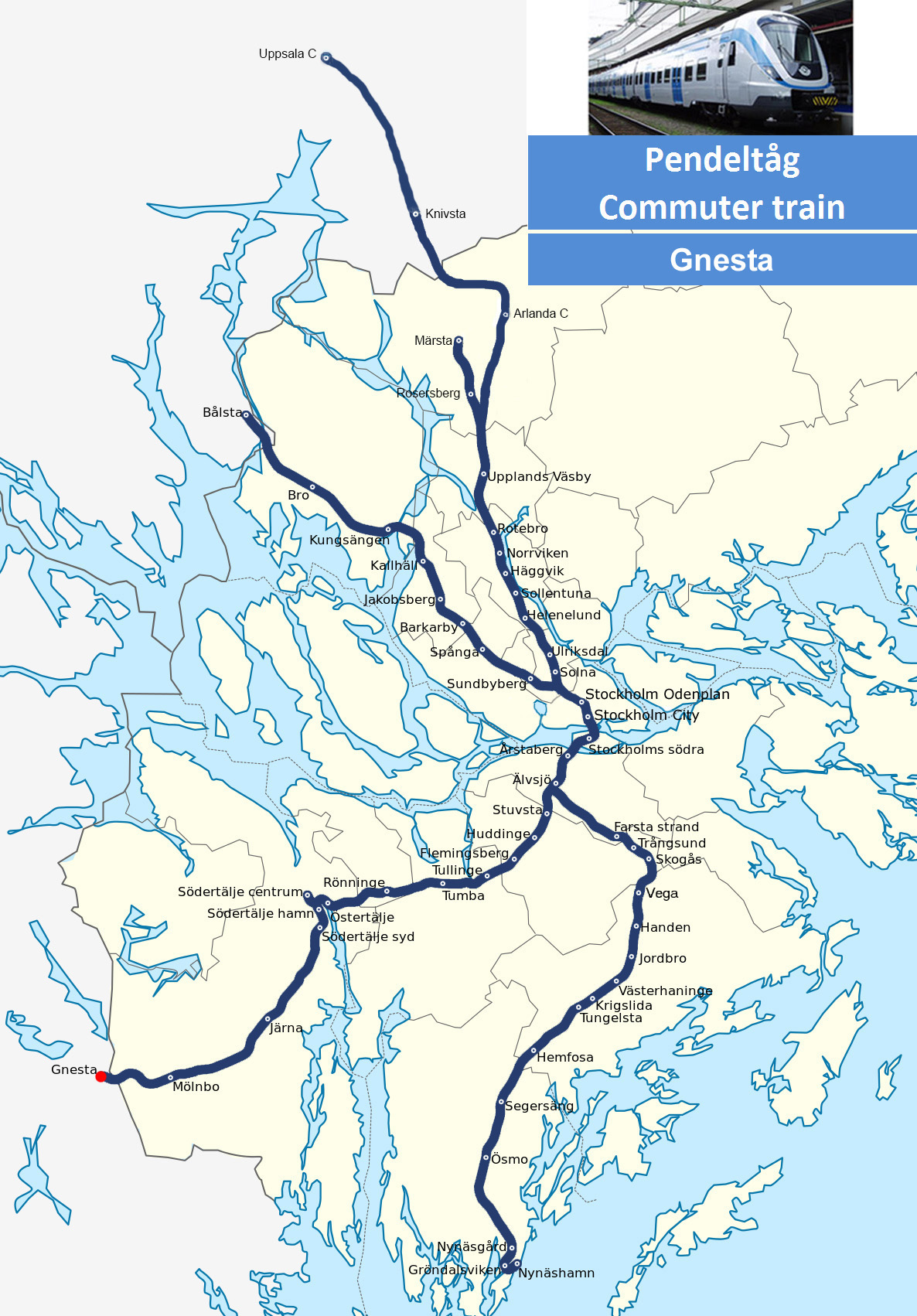
Gnestas läge i Stockholms pendeltågsnät

Gnesta station är en järnvägsstation i Gnesta i Södermanland öppnad 1861.

## Historik

### De första åren (1861-1900)

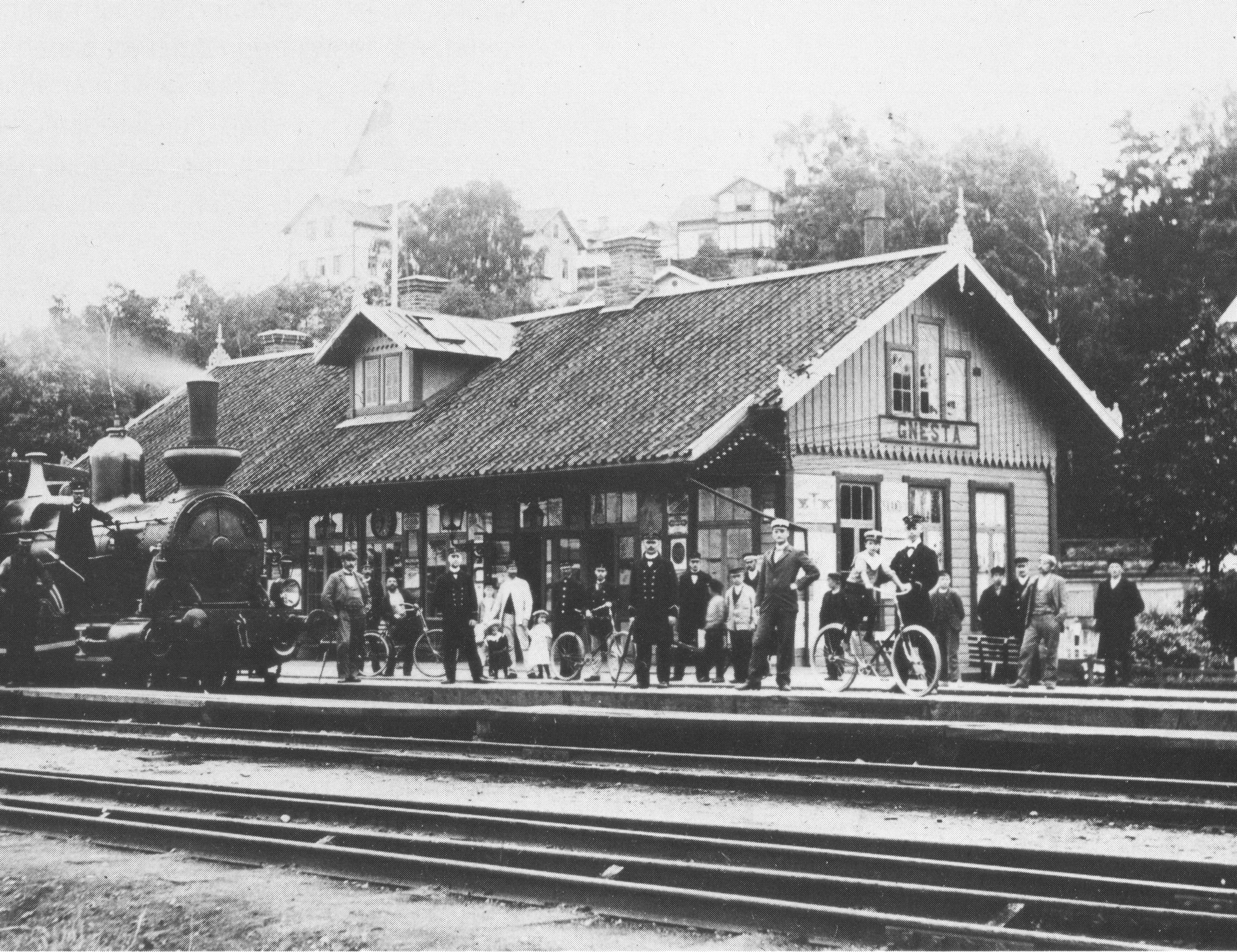
Gnesta station kring sekelskiftet 1900

Den första oktober 1861 invigdes sträckan Järna-Gnesta på den blivande Västra stambanan och Gnesta station som då var ändstation på järnvägen mot Stockholm södra. Året därpå (1862) stod hela Västra stambanan Göteborg C-Stockholm S klar något som bl.a. firades med ett festståg med kungahuset och andra celebriteter som avgick Stockholm den 3 november. Tåget gjorde ett tio minuter långt uppehåll i Gnesta och när det ankom Göteborgs centralstation dagen därpå förklarade Sveriges och Norges konung Karl XV järnvägen invigd. 
Stationshuset ritades av Statens Järnvägars förste chefsarkitekt Adolf W. Edelsvärd och uppfördes i trä. Förutom stationshuset anlades också kolbodar, lokstall, järnvägsrestaurang, bostadshus för personalen, tvättstuga, jordkällare, avträden, ekonomihus och godsmagasin. Stationshuset i Gnesta kom även att utgöra förlagan för en av SJ:s så kallade standardmodeller (se Gnestamodellen). Slutligen fanns också två vattenhästar varav den ena bevarades och sedan 2007 står framför stationshuset som en av få bevarade vattenhästar utmed Västra stambanan. 
Efter anläggandet av stationen växte Gnesta från att inte varit mer än några gårdar till ett mindre stationssamhälle med bryggeri, cigarrfabrik, tändsticksfabrik samt flera andra industrier. 
En flitig resenär på stationen var också konung Oscar II som steg av här på väg till Tullgarns slott. Han besökte då ofta järnvägsrestaurangen som drevs av Albert Jones och dennes släktingar, där även andra kungligheter såsom konungarna av Portugal och Sachsen samt prinsen av Wales ätit. Konungen åt så ofta på järnvägsrestaurangen att man inredde en egen matsal med kungliga möbler och porslin. 
Under den här perioden hade också stationen som flest anställda, 60 personer med stationsinspektoren som chef. Andra befattningar var baningenjör, banmästare, stationsskrivare, banvakter, vägvakter, brovakter, kontorsbiträden, pumpmaskinister och stationskarlar. Den första stationsinspektoren var Adolf Norberg. 

### Storhetstiden (1900-1950)

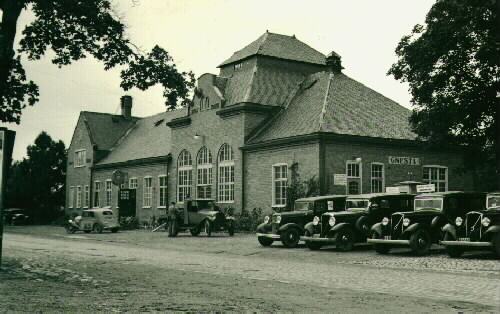
Gnesta station med intillparkerade bilar 1938

År 1907 hade det första stationshuset gjort sitt och fick därför lämna plats åt nuvarande stationshus. Det nya stationshuset uppfördes i tegel och ritades av SJ:s dåvarande chefsarkitekt Folke Zettervall. År 1895 hade han efterträtt Edelsvärd och Zettervall ritade även ett nytt lokstall som uppfördes 1905. 
År 1945 inleddes en utbyggnad av bangården och i samband med detta anställdes en överbanmästare, John Frisk. Till detta arbete hade man också tvåhundra rallare. 
År 1950 uppfördes en överbanmästarbostad och banmästarexpedition. 

### Nedläggning, pendeltåg och återöppning (1950-ff)
I samband med privatbilismens intåg under 1950- och 60-talen lades trafiken ned på allt fler järnvägslinjer och 1968 kom turen till Gnesta då all trafik med fjärrtåg upphörde. Av de sex personer som då arbetade på stationen fick alla sluta med undantag för den siste stationsinspektoren, Stig Johansson, som kvarstod i tjänst till 1988. 
Stationen i Gnesta lades dock inte ned helt i och med att SL förlagt pendeltågets ändstation här. Detta gjorde att Gnesta kom att bli en, procentuellt sett, stor utpendlingsort: år 2011 fanns det c:a 800 inpendlare och c:a 2800 utpendlare medan c:a 2100 av Gnestaborna arbetade på orten. 
År 1986 utsågs stationshuset samtidigt som flera andra stationsbyggnader i Sverige till byggnadsminnesmärke. 
Den 20 augusti 2007 återinvigdes fjärrtågstrafiken av dåvarande infrastrukturministern Åsa Torstensson. 

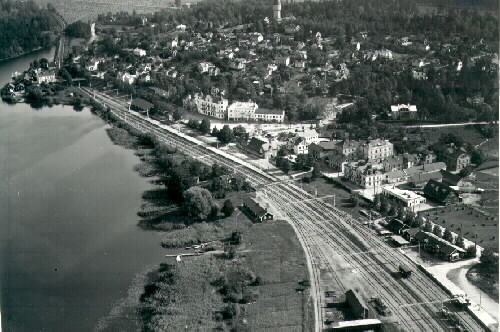
Stationsområdet 1934

Efter avregleringen uppstod trängsel på spåren vilket ledde till att Trafikverket föreslog en nedläggning av Gnestapendeln till år 2014.  Efter mycket diskussioner fastslog Trafikverket att pendeln skulle finnas kvar men att tre avgångar om dagen skulle vända i Järna. 

## Nutida fotografier

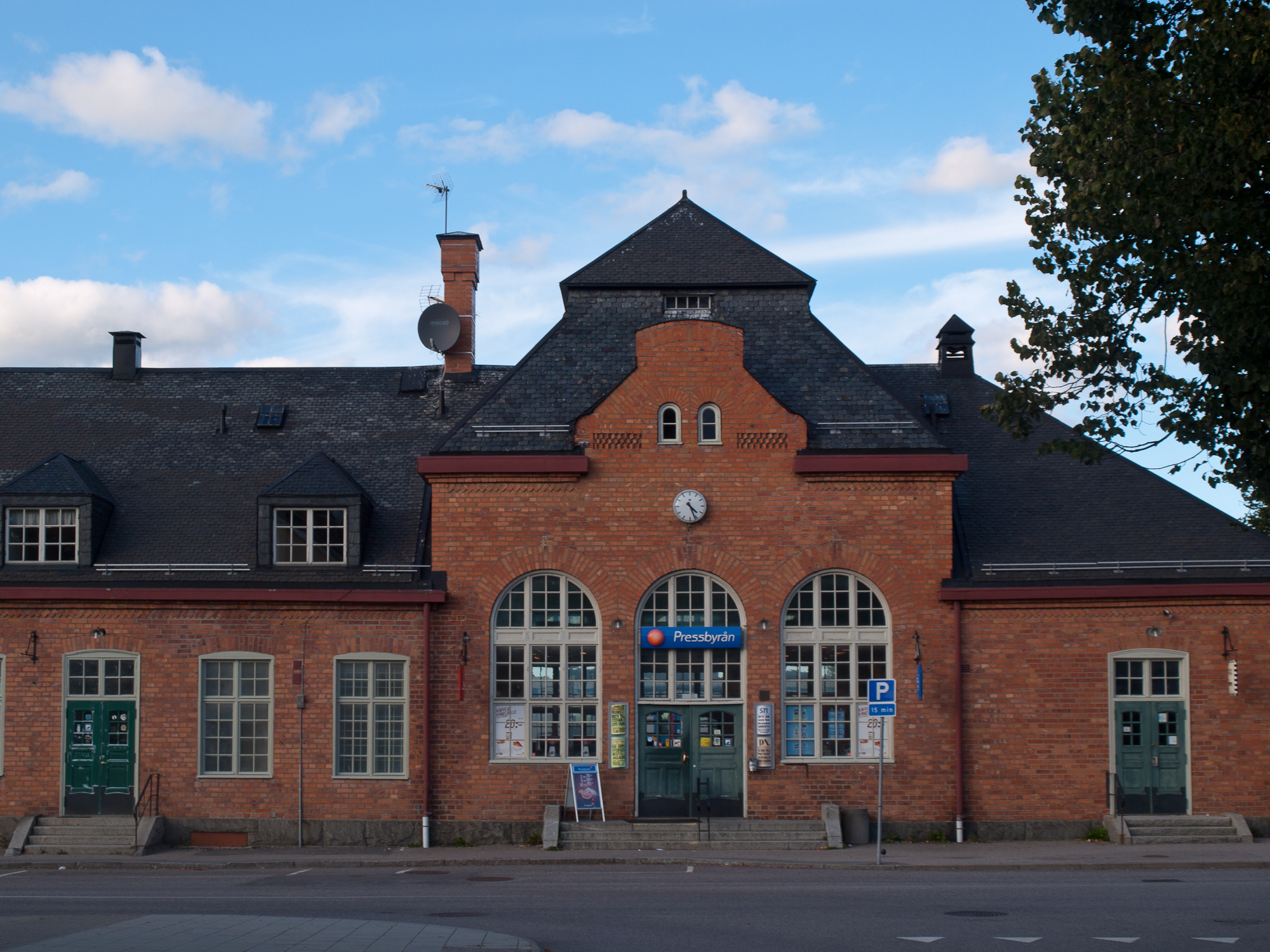
Stationshuset i Gnesta (från gatan).
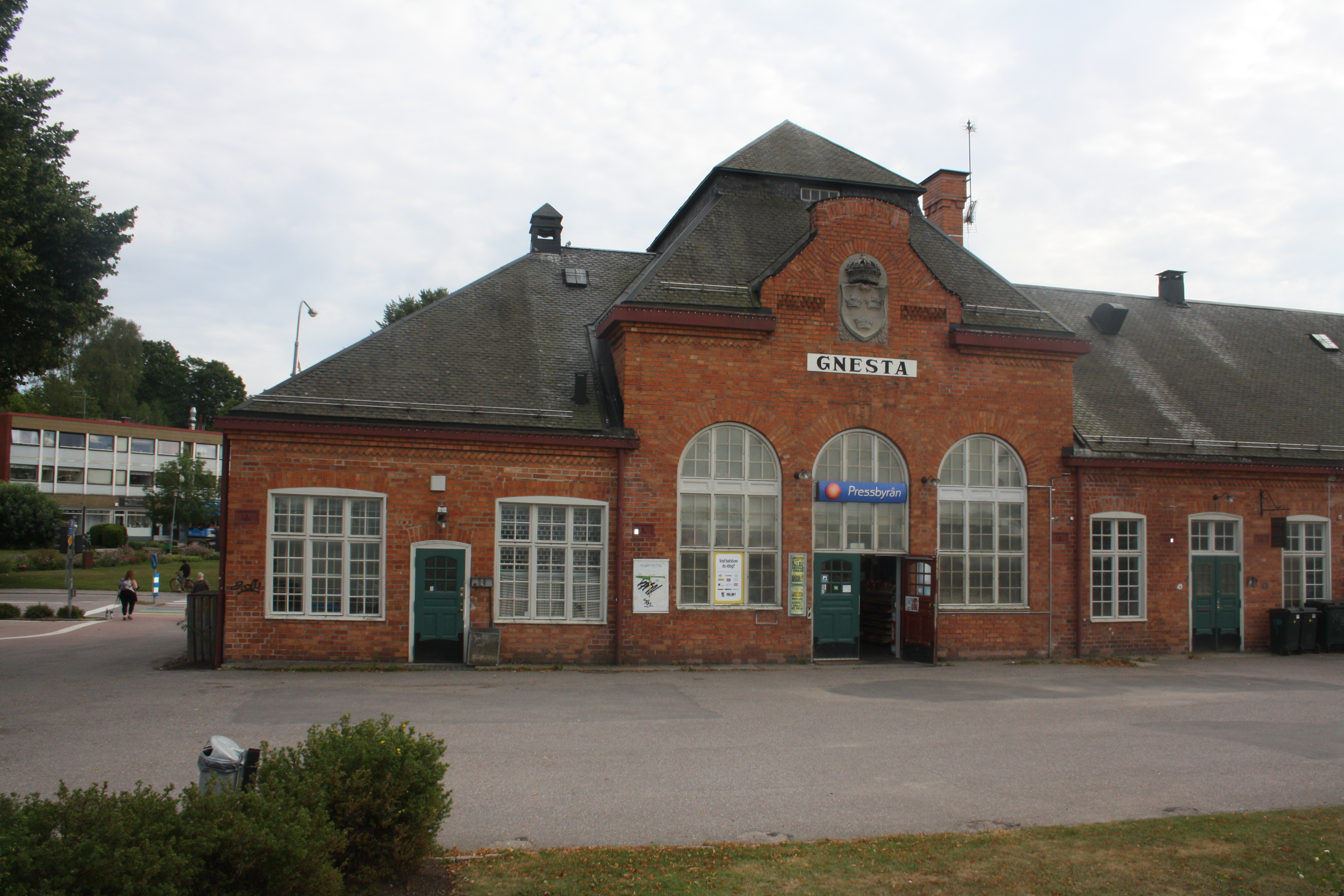
Stationshuset sett från järnvägen
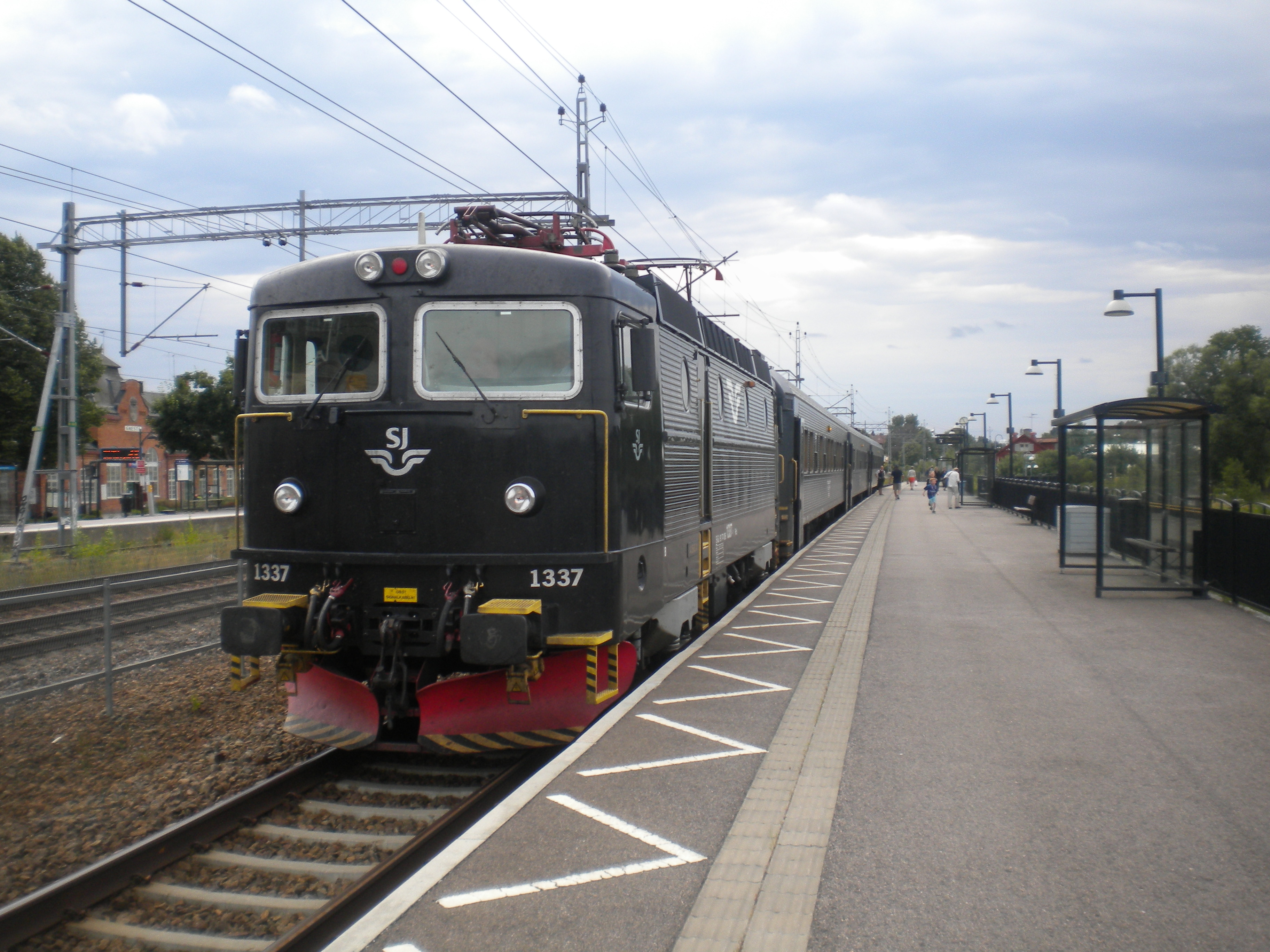
SJ regionaltåg på spår 4 2013
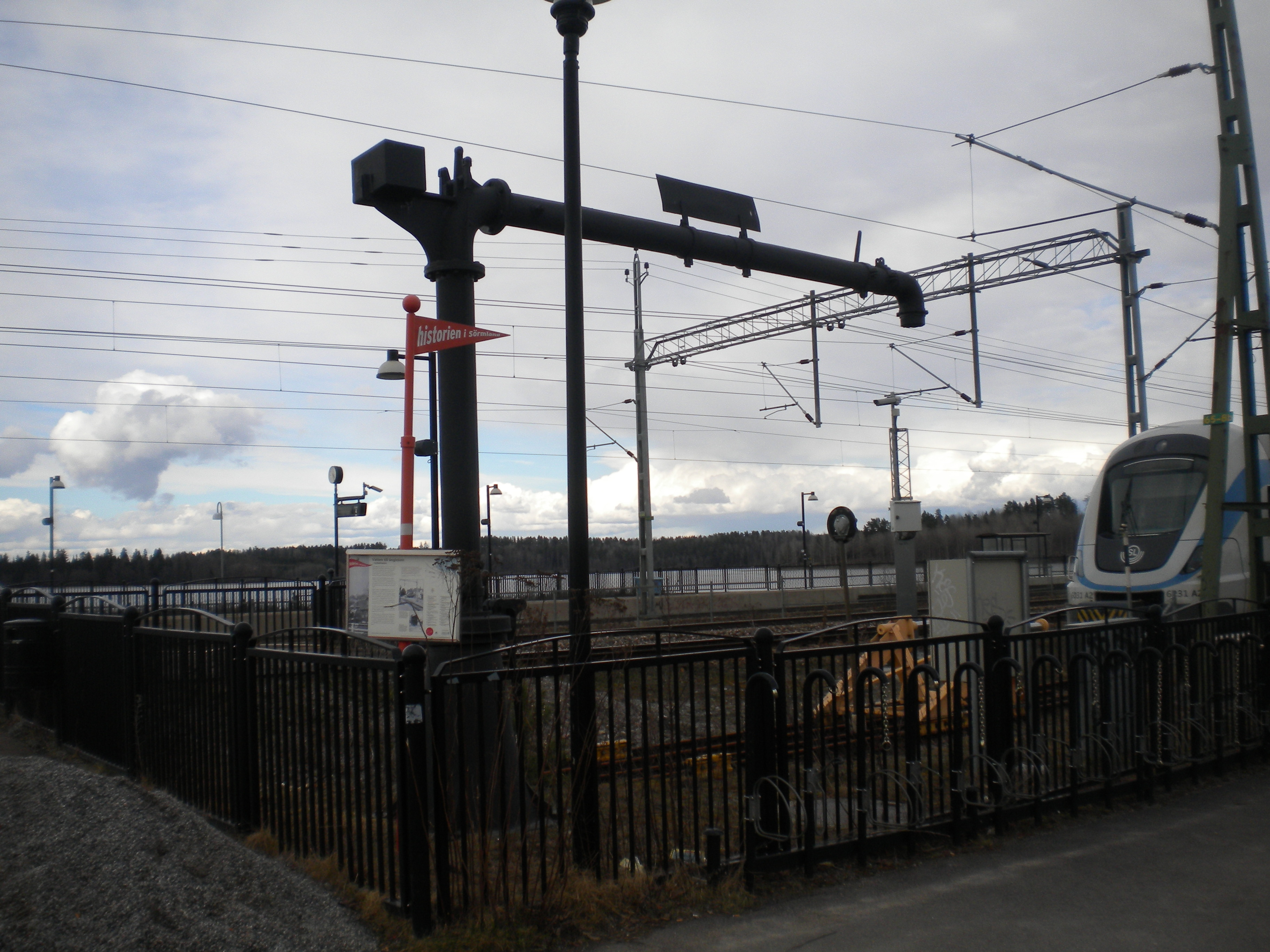
Den bevarade vattenhästen
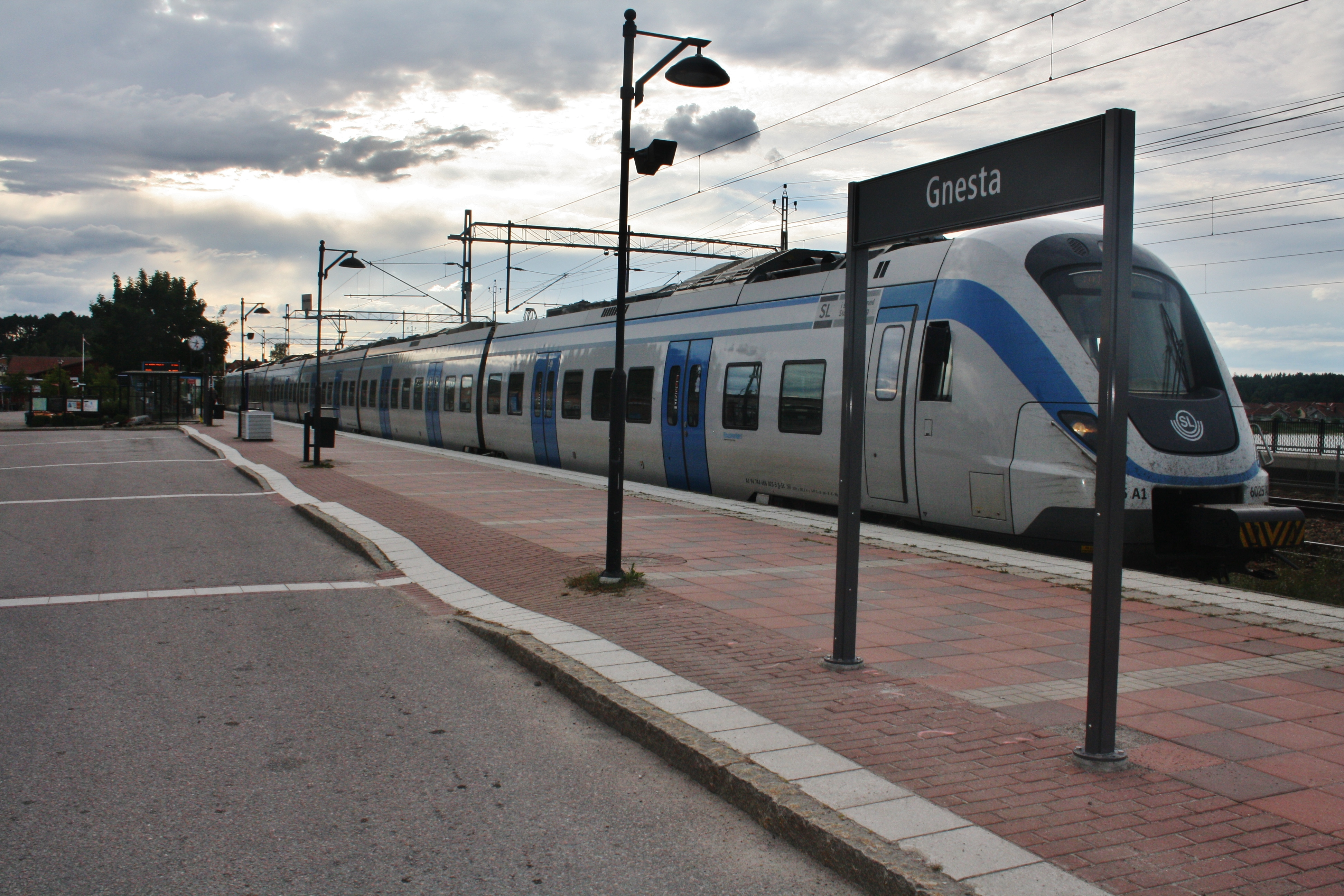
SL pendeltåg i Gnesta 2016